# Myzinum frontale

Myzinum frontale (лат.) — вид ос рода Myzinum из семейства Thynnidae (ранее в Tiphiidae) подотряда жалоносных (Apocrita) перепончатокрылых насекомых (Hymenoptera). Северная Америка: США, Мексика. Длина самцов 12—18 мм (усики 13-члениковые), самок — 12—17 мм (усики 12-члениковые). Окраска чёрная с жёлтыми отметинами на теле.
Паразитоиды личинок пластинчатоусых жуков из семейства Scarabaeidae.